# Бернар I (граф Пуатье)
Бернар I (фр. Bernard I de Poitiers; ум. ок. 826/828) — граф Пуатье с 815, возможно, внук графа Отёна Тьерри I и сын Адалельма (Аллеома).

## Происхождение
Точное происхождение Бернара не известно. Мишель Дилланж считает, что имя Бернар в это время было очень распространено в каролингской аристократии, поэтому в каждом отдельном случае упоминаемых в исторических источниках Бернаров трудно идентифицировать с другими современными одноименными графами. Возможно, именно Бернар упомянут в двух актах, датированных 28 июля и декабрём 775 года. Также не исключено, что именно этого Бернара «Анналы королевства франков» называют среди тех, кто подписал в 811 году мир с викингами.
Попытку реконструировать происхождение Бернара предпринял Кристиан Сеттипани. Он предположил, что Бернар I был сыном Адалельма (Аллеома), одного из сыновей графа Отёна Тьерри I, а также отцом Эменона, Бернара II и Тюрпьона. Эта гипотеза основана на ономастических данных, а также на том, что Эменон и Бернар позже были графами Пуатье. Однако документального подтверждения этой гипотезы не существует.

## Биография
О Бернаре I известно очень мало. 20 июня 815 года он назван графом Пуатье, который присутствовал на судебном процессе в Пуатье. Возможно, его назначил графом король Аквитании Пипин I, однако, по мнению Мишеля Дилланжа, Бернар более предпочитал находиться при дворе императора Людовика I Благочестивого, чем при дворе короля Аквитании и мог быть назначен непосредственно императором.
Точный год смерти Бернара неизвестен. Дилланж предположил, что Бернар стал жертвой политики Пипина I Аквитанского, который не спешил на помощь к Бернару Септиманскому, во владения которого в 826 году вторглась арабская армия, посланная эмиром Кордовы на помощь восставшему Аиссе. Когда император Людовик подоспел со своей армией, арабы уже отступили, вместе с ними бежал и Аисса. На Ассамблее в Ахене в 828 году несколько графов были смещены со своих постов; по мнению Дилланжа среди них мог быть и Бернар I де Пуатье, поскольку в этом же году 9 июня Пипин I назначил графом Пуатье Эменона.

## Брак и дети
Имя жены Бернара неизвестно. По гипотезе Сеттипани, именно его сыновьями были:
- Эменон (ок. 810 — 22 июня 866) — граф Пуатье 828—839, граф Перигора 845—848, граф Ангулема с 863
- Бернар II (ум. 844) — граф Пуатье с 840
- Тюрпьон (ум. 4 октября 863) — граф Ангулема с 839